# Joubert Pignon
Joubert Pignon is het pseudoniem van de Nederlandse auteur en voordrachtkunstenaar Robert Schuit (geb. 1978), die onder deze schrijversnaam aanvankelijk samenwerkte met Anton Dautzenberg. In 2011 bedachten zij samen het fictieve hypochondrische personage Joubert Pignon, dat vervolgens door Schuit werd uitgesponnen en voortgezet. Pignon noemt zichzelf in navolging van A.L. Snijders schrijver van “ZKV’s”: Zeer Korte Verhalen.
Losse verhalen en reportages van hem werden gepubliceerd in Het Parool, KortVerhaal, De Titaan, Torpedo Magazine. Nieuwe Revu, HP/De Tijd, De Revisor en Das Magazin.
In 2012 debuteerde hij met de quasi-autobiografische roman-in-korte-verhalen Er gebeurde o.a. niets, een als ¨zelfportret in scherven¨ omschreven collage van zeer korte verhalen over een jonge verkoper in een dierenwinkel ¨die meer wil van het leven, maar niet precies weet wat¨. De ik-persoon verlangt naar een ontkomen aan zichzelf, maar kan uiteindelijk niet in beweging komen.
Dit boek werd genomineerd voor de Academica Literatuurprijs. Hierin kon het lezerspubliek kennismaken met surrealistische grappen ("Mijn vriendin en ik hadden minimammoeten gekweekt") en zijn telkens terugkerende droge humor en zelfspot ("Omdat ik zo kort mogelijke verhalen schrijf, heb ik een werkweek van nog geen vijfentwintig minuten.")
Deze roman werd gevolgd door Huil maar, ik wens je uitstel toe en -eveneens een bundel korte verhalen- Mooie lieve schat (2017).
In 2014 behaalde hij met zijn korte verhaal 'Smakgeluiden' de derde plaats van de A.L. Snijdersprijs.
De korte ontboezemingen van het personage Joubert Pignon bestaan soms uit slechts enkele regels, maar vaak zijn ze langer. De verhalen hebben geregeld een absurde inslag of wending en versterken elkaar in een hermeneutische spiraal: voor de lezer ontstaat langzaam een beeld van de hoofdpersoon en zijn wereld zoals hij die beleeft, waarin werkelijkheid en fantasie met elkaar lijken te zijn verweven.
Pignon is ook actief met andere artistieke projecten. Met muzikant Mathijs Leeuwis creëerde hij de performance Waar beren drinken: een geweigerde roman. Deze literair-muzikale voorstelling ging in 2013 op het Lowlands-festival in première.

## Expositie
- Er komt altijd een eixpo uit, Loopvis in Arnhem, 23-12-2023 t/m 29-02-2024[6]